# Brandir
Brandir es un personaje ficticio que forma parte del legendarium creado por el escritor británico J. R. R. Tolkien y que aparece en sus novelas póstumas El Silmarillion y Los hijos de Húrin. Es un adan de la Casa de Haleth, hijo de Handir y capitán de su pueblo en Brethil. Era llamado el Cojo, pues tenía esa discapacidad desde la infancia.

## Historia
Recibió y curó a Túrin cuando este enfermó de pena y agotamiento en Amon Obel. Lo mismo hizo con Niënor cuando llegó huyendo de Glaurung y víctima de su hechizo y se enamoró de esta pero ella no correspondió puesto que amaba a Túrin sin saber que era su hermano. 
Cuando Túrin pidió en matrimonio a Niënor, Brandir intentó disuadirla diciéndole de quien se trataba y esto la hizo dudar, sin saber porque puesto que su memoria había sido anulada por el hechizo del dragón. 
Pero Glaurung volvió a hacer de las suyas en el bosque, saliendo de Nargothrond se acostó y durmió sobre el río Teiglin en las cercanías de Cabed-en-Aras, luego de quemar una parte del Bosque.
Esto obligó Túrin a ir en su búsqueda y cuando pidió voluntarios que lo acompañaran solo encontró a Dorlas y a Hunthor. El primero increpó duramente a Brandir acusándolo de cobarde al dejar solo a Turín. Tocado en su orgullo y a instancias de Niënor, fue en busca de Túrin junto con un numeroso grupo de Haladin pero dada su renguera, llegó después que la esposa del Hijo de Húrin encontrara a este yaciendo al lado del dragón agonizante. 
Intentó llevar a Niënor lejos del lugar para preservarla; pero esta huyó de nuevo hacia Cabed-en-Aras. No pudo evitar que la doncella se arrojara a la garganta cuando el dragón le dijo que se había casado con su hermano. 
Un poco más tarde y presa de una inmensa tristeza Brandir, encontró a Dorlas y lo mató acusándolo de ser el responsable de la muerte de su amada y retornó a Ephel Brandir para dar las terribles noticias. Allí llegó Túrin y cuando oyó que Brandir contaba lo que había oído del dragón y no creyéndole ni una sola palabra, lo mató decapitándolo.
- Datos: Q4956710